# Unidos da Coloninha
A Sociedade Recreativa e Cultural Unidos da Coloninha (ou simplesmente Coloninha) é uma escola de samba brasileira da cidade de Florianópolis, Santa Catarina. Tem como símbolo as mãos dadas e suas cores são o verde, azul e branco. 
Fundada em 1962 como uma escola de samba mirim no bairro continental da Coloninha, que deu o nome a escola, é por isso conhecida como a Gigante do Continente. Foi dez vezes vencedora do carnaval de Florianópolis (1984, 1985, 1986, 1988, 1989, 1995, 2009, 2016 , 2017 e 2020), sendo a única que venceu cinco vezes consecutivas. É uma das escolas mais tradicionais da cidade.

## História
O bairro Coloninha sempre foi um dos berços do samba em Florianópolis. Isso fez com que um grupo de jovens carnavalescos começassem a sonhar com a criação de uma escola de samba. 
Carlos Sizenando da Cunha, Murilo de Oliveira, Natalício Sizenando da Cunha, Otávio José de Oliveira, Raul André de Andrade, Rodolfo Silva, Santos Leal, Albertino Constâncio Machado, Waldemiro Câmara e João Corrêa de Souza Júnior foram os fundadores da Coloninha, constituída a partir do surgimento de um animado bloco carnavalesco, que divertia os moradores nos arredores do bairro que deu o nome a escola. Eles definiram o seu pavilhão com as “mãos dadas”, representando a união das raças nas cores verde, azul e branco.
Esse sonho tornou-se realidade com a criação de uma escola de samba mirim em 10 de janeiro de 1962 que desfilou durante três anos. A criação da escola mirim é considerada a data de fundação da Coloninha. No ano de 1964, porém, a Coloninha teve suas atividades suspensas, retornando a desfilar somente em 1983, 18 anos depois, já como escola de samba. Naquele ano, conquistou o 4ª Lugar do Carnaval de Florianópolis, com o enredo: “Era uma vez… Cem Anos de Monteiro Lobato”.
Em 1984 a Unidos da Coloninha conquista o seu primeiro título, com o enredo “Feitos e efeitos da Cana-de-açúcar”. O primeiro título da Unidos da Coloninha marcou um novo ciclo no carnaval de Florianópolis. A escola inovou trazendo muita criatividade, alegorias e adereços, um grande número de componentes, desbancando assim as outras agremiações e sendo a única agremiação do Carnaval de Florianópolis que conquistou cinco título consecutivos entre 1984 e 1989, sendo a maior vencedora da década de 1980.

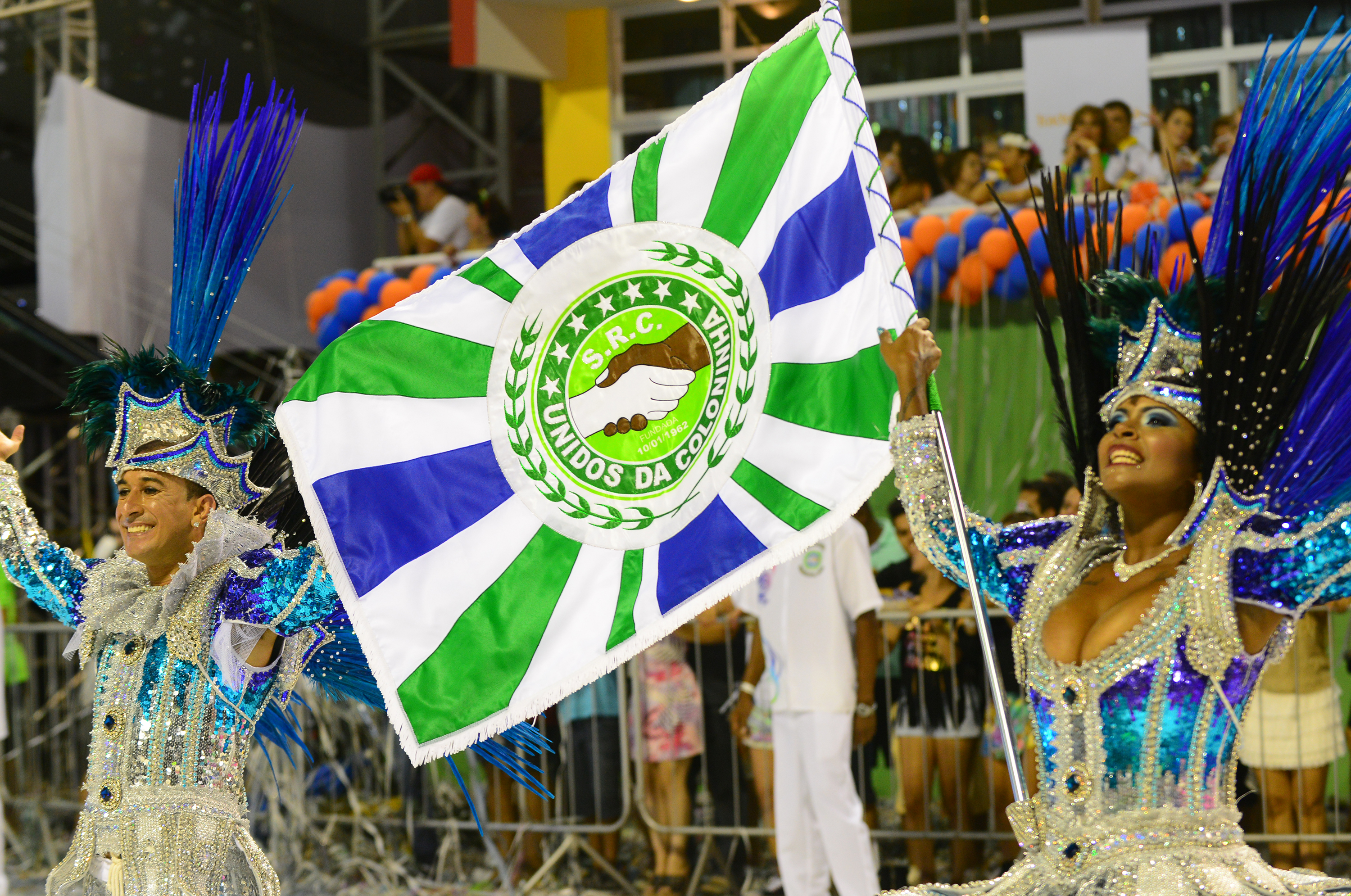
Mestre-sala e porta-bandeira da Coloninha no desfile de 2014.

O sexto título vem em 1995 com o enredo “Corta a Corda,Chica”. Nos anos seguintes novamente não houve os desfiles oficiais do Carnaval de Florianópolis, retornando apenas em 1999. Com este período sem desfilar a Unidos da Coloninha se fortaleceu e nos anos 2000 a escola voltou a inovar e voltou a ser novamente reconhecida com a escola da criação e inovação. Porém na avenida os resultados não vieram como esperado, e somente após 14 anos a escola voltou a ser campeã, em 2009, com o enredo “2.785, A Insólita Viagem do Navegador francês Jean François de Lapèrouse à Ilha de Santa Catarina”
No ano de 2010 com a sede de vitória aflorada em sua comunidade a Unidos da Coloninha, levou para a passarela o enredo “África: do Berço do Mundo ao grande cenário do futebol. Este desfile ficou marcado pela grandiosidade apresentada e até hoje é um dos desfiles que não sai da memória dos seus componentes, amantes e simpatizantes da Unidos da Coloninha. Conquistou o 3º lugar.
No ano de 2012 a Unidos da Coloninha completou 50 anos de fundação e para comemorar o seu Jubileu de Ouro, levou para a avenida o enredo “ Sob a proteção dos Eres, a Unidos da Coloninha se veste de dourado e vem para a avenida, fazendo o povo delirar.” Conseguiu conquistar o vice-campeonato, assim retornando ao desfile das campeãs após 3 anos.

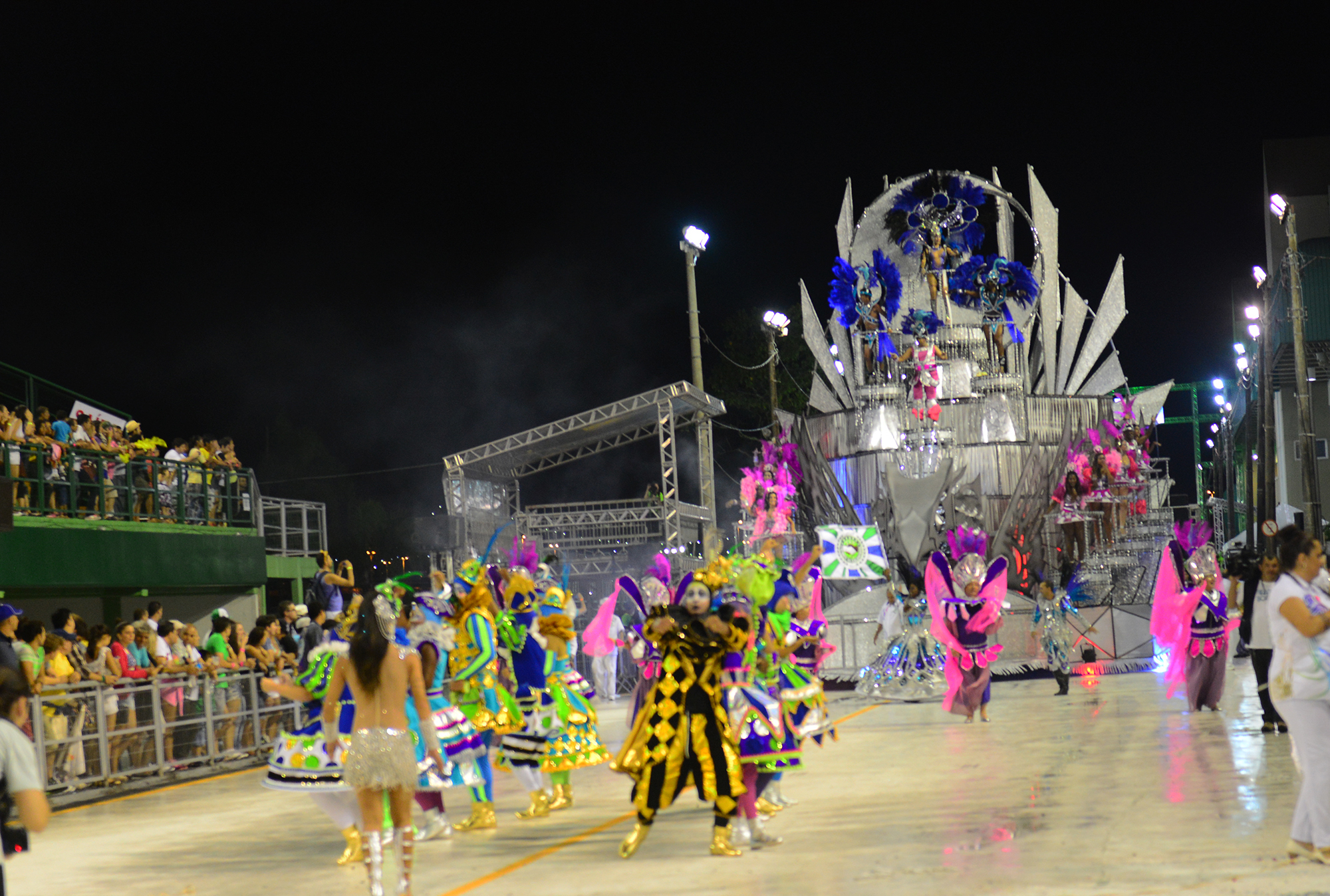
Unidos da Coloninha na Nego Quirido durante o desfile das campeãs de 2014, quando foi vice-campeã.

Em 2014 a Coloninha reeditou o enredo campeão do ano de 1985 “Delira meu povo, entre máscaras e fantasias”  e novamente conquistou o vice-campeonato. No ano seguinte, a Unidos da Coloninha levou para a avenida o enredo “Odoyá, Mãe Senhora! Sou tuas águas, tuas ondas… Coloco em seu oceano,meu mar!“, num desfile marcado pela emoção e pela garra de seus componentes, chegando em quarto lugar após uma penalidade por não cumprir um quesito de obrigatoriedade.
Após dois vices e um quarto lugar no ano anterior a agremiação decidiu renovar e ir em busca do seu título no ano de 2016. Com o enredo “Pelas influências das leis universais que governam a realidade de tempo e espaço, é que a Unidos da Coloninha irá realizar seus Desejos” o sonhado título finalmente veio.
Com a conquista do título a Unidos da Coloninha foi em busca do bicampeonato em 2017 apresentando o enredo “A Coloninha teve uma boa ideia. Salve todos os inventores e suas mentes brilhantes.” O bicampeonato veio com muita garra e muito trabalho, num carnaval feito com muita superação.
Em 2018 a Unidos da Coloninha trouxe para a avenida o enredo: “Tecnópolis, O passaporte de Floripa para o futuro” que no qual relembrou as descobertas do mundo tecnológico, a dualidade entre homens e máquinas e o potencial tecnológico de Florianópolis. A proposta resgatou a história da tecnologia, passando pela Revolução Industrial, a Segunda Guerra Mundial, o boom da tecnologia nos últimos anos, as pesquisas da área nas universidades e a vocação da Capital, conhecida como o Vale do Silício no Brasil. A agremiação conquistou o 5º lugar. Em 2019, o enredo foi "Entre Matas, Sol, Mar e Areia. Surge A Dubai Brasileira", onde a escola homenageou o potencial turístico e desenvolvimento da cidade de Balneário Camboriú, terminando em 3º lugar.
Em 2020, a escola venceu o carnaval pela 10ª vez com o enredo homenageando o bairro, distrito e região da cidade onde fica a escola: "Sou tripeiro com muito orgulho! Prazer, Sou a Gigante do Continente!"

## Gigante do Continente
A Coloninha tem uma forte ligação com os bairros continentais como o Estreito e a Coloninha, que dá nome a escola, e é onde fica a sede, na Rua Tupinambá, 475. Os ensaios são geralmente no Estádio Orlando Scarpelli, que é bem próximo a sede da escola. É a única escola florianopolitana que não é sediada na Ilha de Santa Catarina. Por isso, é chamada de Gigante do Continente.

## Segmentos

### Presidentes
| Nome                      | Mandato      | Ref.  |
| ------------------------- | ------------ | ----- |
| Luciano Pereira Baracuhy  | 2013-2015    | [ 5 ] |
| Serginho Cunha            | 2015-2017    |       |
| Julio Martins             | 2017-2019    |       |
| Júlio Martins             | 2019-2021    |       |
| Júlio Martins             | 2021-2024    |       |
| Otávio Neto (Mestre Duda) | 2024 - Atual |       |

### Diretores
| Ano  | Diretor de Carnaval  | Diretor de Harmonia             | Mestre de Bateria          | Ref.  |
| ---- | -------------------- | ------------------------------- | -------------------------- | ----- |
| 2007 |                      |                                 | Otavio Neto ( Mestre Duda) |       |
| 2008 |                      |                                 | Eduardo Seara ( Mestre Dú) |       |
| 2009 |                      |                                 | Eduardo Seara ( Mestre Dú) |       |
| 2010 |                      |                                 | Eduardo Seara ( Mestre Dú) |       |
| 2011 |                      |                                 | Eduardo Seara ( Mestre Dú) |       |
| 2012 | Julio Valmir Martins |                                 | Eduardo Seara ( Mestre Dú) |       |
| 2013 |                      |                                 | Eduardo Seara ( Mestre Dú) |       |
| 2014 |                      | Beto Luz e Marcelo Moscão       | Eduardo Seara ( Mestre Dú) |       |
| 2015 |                      | Beto Luz e Marcelo Moscão       | Eduardo Seara ( Mestre Dú) | [ 6 ] |
| 2016 | Julio Valmir Martins | Thiago Martins e Anderson Silva | Eduardo Seara ( Mestre Dú) |       |
| 2017 | Comissão de Carnaval | Thiago Martins e Anderson Silva | Eduardo Seara ( Mestre Dú) |       |
| 2018 | Comissão de Carnaval | Thiago Martins e Anderson Silva | Eduardo Seara ( Mestre Dú) |       |
| 2019 | Comissão de Carnaval | Thiago Martins e Anderson Silva | Eduardo Seara ( Mestre Dú) |       |
| 2020 | Comissão de Carnaval | Thiago Martins                  | Eduardo Seara ( Mestre Dú) |       |

### Coreógrafo(a) Comissão de Frente
| Ano  | Nome           | Ref.  |
| ---- | -------------- | ----- |
| 2015 | Geovana (Gica) | [ 7 ] |
| 2016 | Geovana (Gica) |       |
| 2017 | Geovana (Gica) |       |
| 2018 | Léo Cunha      |       |
| 2019 | Léo Cunha      |       |
| 2020 | Léo Cunha      |       |

### Casal de Mestre-sala e Porta-bandeira
| Ano  | Nome                         | Ref.  |
| ---- | ---------------------------- | ----- |
| 2015 | Pablo Cesar e Carol Miranda. | [ 7 ] |
| 2016 | Pablo César e Carol Miranda  |       |
| 2017 | Pablo César e Carol Miranda  |       |
| 2018 | Pablo César e Carol Miranda  |       |
| 2019 | Pablo César e Carol Miranda  |       |
| 2020 | Pablo César e Tieli Camargo  |       |

### Rainhas e Madrinhas de Bateria
| Ano  |  | Rainha          | Madrinha   | Ref.  |
| ---- |  | --------------- | ---------- | ----- |
| 2015 |  | Camilla Ventura |            | [ 7 ] |
| 2016 |  | Camilla Ventura | Camila Vaz |       |
| 2017 |  | Camilla Ventura | Camila Vaz |       |
| 2018 |  | Camilla Ventura | Camila Vaz |       |
| 2019 |  | Camilla Ventura |            |       |
| 2020 |  | Camilla Ventura |            |       |

### Rainhas da Escola
| Ano  | Nome                    | Ref. |
| ---- | ----------------------- | ---- |
| 2015 | Kelli Paukner           |      |
| 2016 | Lidiane da Costa Matos  |      |
| 2017 | Jessica Tatiana Miranda |      |
| 2018 | Victoria Cristina Polli |      |
| 2019 | Juliana Reis            |      |
| 2020 | Juliana Reis            |      |

## Carnavais
| Ano                                                                  | Colocação   | Grupo    | Enredo | Carnavalesco                    | Intérprete                                      | Compositores Samba-enredo | Presidente           | Ref.          |
| -------------------------------------------------------------------- | ----------- | -------- | --- | ------------------------------- | ----------------------------------------------- | --- | -------------------- | ------------- |
| 1965                                                                 |             | Especial | Parcela da Vida Nacional |                                 |                                                 | |                      |               |
| 1983                                                                 | 4º lugar    | Especial | Era Uma Vez...Cem Anos de Monteiro Lobato | Sidnei Nocetti                  |                                                 | Walter | Zé Biguaçu           |               |
| 1984                                                                 | Campeã      | Especial | Feitos e Efeitos da Cana de Açúcar | Sidnei Nocetti                  | Paulinho Carioca e João Maguila                 | Paulinho Carioca, Matogrosso, Elias Marujo                                                                                     | Zé Biguaçu           |               |
| 1985                                                                 | Campeã      | Especial | Na Boca da Noite | Sidnei Nocetti                  | Paulinho Carioca e João Maguila                 | Paulinho Carioca e João Maguila                                                                                                | Zé Biguaçu           |               |
| 1986                                                                 | Campeã      | Especial | Apostando e Jogando No Samba | Carlos Magno                    | Paulinho Carioca e João Maguila                 | Paulinho Carioca e Matogrosso                                                                                                  | Zé Biguaçu           |               |
| 1987                                                                 | Campeã      | Especial | A Unidos mostra a Coloninha | Carlos Magno                    | Paulinho Carioca, Marcio Martins e João Maguila | Paulinho Carioca | ze Biguaçu           |               |
| Não ocorreram desfiles em 1988.                                      |             |          | |                                 |                                                 | |                      |               |
| 1989                                                                 | Campeã      | Especial | Este Brasil Dançador | Carlos Magno                    | Paulinho Carioca                                | Paulinho Carioca e Marcio Martins                                                                                              | Zé Biguaçu           |               |
| 1990                                                                 | 2º lugar    | Especial | Operários da Arte e Oficio |                                 |                                                 | Diretoria Musical |                      |               |
| 1991                                                                 | 2º lugar    | Especial | Uma Casa Brasileira com Certeza |                                 | Paulinho Carioca,Marcio Martins                 | Vicente Marinheiro e Luizinho Boa Praça                                                                                        |                      |               |
| 1992                                                                 | 2º lugar    | Especial | É Coloninha (Festas e Festanças) | C.A. Schneider                  | Paulinho Carioca e Marcio Martins               | Luizinho Boa Praça, Vicente Marinheiro e Paulinho Carioca                                                                      | Telmo                |               |
| 1993                                                                 | 2º lugar    | Especial | Coloninha Faz Turismo (Eco-Coloninha) | Vergilio Baiman                 | Paulinho Carioca, Marcio Martins                | Paulinho Carioca, Cesinha, Caco                                                                                                | Telmo                |               |
| Não ocorreram desfiles em 1994.                                      |             |          | |                                 |                                                 | |                      |               |
| 1995                                                                 | Campeã      | Especial | Corta a Corda Chica | Renato Cabral                   | Paulinho Carioca e Marcio Martins               | Paulinho Carioca e Marcio Martins                                                                                              | Dauri                |               |
| 1996                                                                 | 3º lugar    | Especial | Eu Nasci Há Dez Mil Anos Atrás |                                 | Jorge Luiz                                      | Dica, Petoco | Dauri                |               |
| Não ocorreram desfiles em 1997 e 1998.                               |             |          | |                                 |                                                 | |                      |               |
| 1999                                                                 | 4º lugar    | Especial | Colorindo o Milênio | Renato Cabral                   | Paulinho Carioca e Marcio Martins               | Paulinho Carioca, Vicente Marinheiro, Zinho                                                                                    | Jair                 |               |
| 2000                                                                 | 4º lugar    | Especial | Um Estado Santo, um Povo Forte, uma Gente Feliz                                                                                                  | Raphael Soares                  | Paulinho carioca e Marcio Martins               | Paulinho Carioca e Vicente Marinheiro                                                                                          | Jair                 |               |
| 2001                                                                 | 4º lugar    | Especial | Do Egito ao Boi de Mamão...É Festa na Coloninha                                                                                                  | Raphael Soares                  | Jorge Luiz                                      | Igor Leal e Tom Tom | Guinha               |               |
| 2002                                                                 | 3º lugar    | Especial | Colon, a Barca dos Sonhos nos 150 Anos de Joinville                                                                                              | Raphael Soares                  | Jorge Luiz                                      | Igor Leal e Tom Tom | Guinha               |               |
| 2003                                                                 | 4º lugar    | Especial | As Águas Vão Rolar....do Remo aos Jogos Abertos, Muita História para Contar...                                                                   | Raphael Soares                  | Mará                                            | Mará | Julio Valmir Martins |               |
| 2004                                                                 | 4º lugar    | Especial | www.Coloninha@rromba na Avenida | Raphael Soares                  | Márcio Martins                                  | André Cunha, Mizinho, Mangaya                                                                                                  | Julio Valmir Martins |               |
| 2005                                                                 | 3º lugar    | Especial | Luz é Vida, Energia é Essencial | Fran-Sérgio                     | Jorge Luiz                                      | Vicente Marinheiro, Edinho Love, Patcho, Luizinho                                                                              | Alexandre waltrick   |               |
| 2006                                                                 | 2° lugar    | Especial | Da liberdade e da cana, a euforia. Da cachaça a alegria. Eu quero é mais!                                                                        | Renato Cabral                   | Jorge Luiz                                      | Paulinho Carioca e Juninho Zuação                                                                                              | Alexandre waltrick   |               |
| 2007                                                                 | 4º lugar    | Especial | A Imperatriz das Águas - Coloninha Canta Santo Amaro                                                                                             | Comissão de carnaval            | Jorge Luiz                                      | Juninho Zuação, André Cunha, Mangaya, Bokeira                                                                                  | Dica                 |               |
| 2008                                                                 | 4º lugar    | Especial | Planeta Terra, amor e vida | Comissão de Carnaval            | Rogério Martins e Jorge Luiz                    | Rogério Martins, Gule, Celso Carioca, Bokeira                                                                                  | Dica                 |               |
| 2009                                                                 | Campeã      | Especial | 2785 - A Insólita Viagem do navegador francês Jean François de Lapèrouse à Ilha de Santa Catarina                                                | J.A. Beirão                     | Jorge Luiz                                      | Juninho Zuação, André Cunha, Mangaya, Bokeira                                                                                  | Dica                 |               |
| 2010                                                                 | 3° lugar    | Especial | África: Do berço do mundo ao grande cenário do futebol                                                                                           | Ley Vaz                         | Jorge Luiz                                      | Edinho Love, Patcho, Vicente Marinheiro, Luizinho                                                                              | Leleco               |               |
| 2011                                                                 | 4° lugar    | Especial | Vossa Majestade, beijo-lhe as mãos! A terra do pau-brasil é boa e querendo aproveitá-la,tudo nela dá                                             | J.A. Beirão                     | Jorge Luiz                                      | Juninho Zuação, André Cunha e Diego Nicolau                                                                                    | Leleco               | [ 8 ]         |
| 2012                                                                 | Vice-campeã | Especial | Sob a proteção dos Eres, a Unidos da Coloninha se veste de dourado e vem para a Avenida, fazendo o povo delirar.                                 | Anderson Oliveira               | Jorge Luiz                                      | Paulinho Carioca, Vicente Marinheiro, Edinho Love, Zinho                                                                       | Guinha               | [ 9 ] [ 10 ]  |
| Não ocorreram desfiles em 2013.                                      |             |          | |                                 |                                                 | |                      |               |
| 2014                                                                 | Vice-campeã | Especial | Reedição - Na Boca da Noite - Entre Mascaras e Fantasias.                                                                                        | J.A. Beirão                     | Jorge Luiz                                      | Paulinho Carioca e João Maguila                                                                                                | Luciano Baracuhy     | [ 11 ]        |
| 2015                                                                 | 5º lugar    | Especial | Odoyá, Mãe Senhora! Sou tuas águas,tuas ondas… Coloco em seu oceano,meu mar!                                                                     | J.A. Beirão                     | Jorge Luiz                                      | Rafael Schramm, Digo Luz, Robson Oliveira, Marcos Cunha                                                                        | Luciano Baracuhy     | [ 12 ] [ 13 ] |
| 2016                                                                 | Campeã      | Especial | Desejos – Pelas influências das leis Universais que governam a realidade de tempo e espaço é que a Unidos do Coloninha irá realizar seus desejos | Carlos Schnneider               | Jorge Luiz                                      | Vicente Marinheiro, Edinho Love, Patcho, Luizinho, Luizinho Boa Praça                                                          | Serginho Cunha       | [ 14 ]        |
| 2017                                                                 | Campeã      | Especial | A Coloninha teve uma boa ideia. Salve todos os inventores e suas mentes brilhantes                                                               | Duda Neto e Mizinho             | Jorge Luiz                                      | Alan Cardozo, Anderson Ávila, Marçal Santini, Rafael Leandro, Rafael Schramm                                                   | Serginho Cunha       | [ 15 ]        |
| 2018                                                                 | 5º Lugar    | Especial | Tecnópolis - O passaporte de Floripa para o futuro                                                                                               | Ley Vaz                         | Jorge Luiz                                      | Alan Cardozo, Anderson Ávila, Marçal Santini, Rafael Leandro                                                                   | Julio Valmir Martins | [ 16 ]        |
| 2019                                                                 | 3º Lugar    | Especial | Entre Matas, Sol, Mar e Areia. Surge A Dubai Brasileira                                                                                          | Ley Vaz, Duda Neto e Mizinho    | Jorge Luiz                                      | Carioca, Wilson Bizzar, Vicente Marinheiro, Paulinho Carioca, Evandro Malandro e Badéca                                        | Julio Valmir Martins | [ 17 ]        |
| 2020                                                                 | Campeã      | Especial | Sou tripeiro com muito orgulho! Prazer, Sou a Gigante do Continente                                                                              | Duda Neto                       | Alan Cardozo                                    | Renê Barão, Cley Márcio, Nellipe Costa, Renan Barba, Tabajara Ortiz, Vinydacor, Wagner Amaral, Wilson Panqueca e Willian Tadeu | Julio Valmir Martins | [ 2 ] [ 18 ]  |
| Não ocorreram desfiles em 2021 e 2022 devido a pandemia de COVID-19. |             |          | |                                 |                                                 | |                      |               |
| 2023                                                                 | 6º lugar    | Especial | Passarela Nego Quirido, Palco de Eternos Carnavais!                                                                                              | Duda Neto e Rogério Garcia      | Alan Cardozo                                    | Renê Barão, Renan Barba, Jean Leiria, Franco Cava, Fabiano Soares, Cley Márcio, Tabajara Ortiz, Wilson Panqueca, Wagner Amaral | Julio Valmir Martins | [ 19 ]        |
| 2024                                                                 | 3º lugar    | Especial | A Música Veio ao Nosso Encontro - Camerata Florianópolis: 30 Anos!                                                                               | Paulo Brasil                    | Alan Cardozo                                    | Luisinho, Edinho Love, Vicente Marinheiro, André Cunha, Juninho Zuação, Luizinho Boa Praça e Patcho.                           | Julio Valmir Martins |               |
| 2025                                                                 | 10° Lugar   | Especial | Benzimento: O Poder das 7 Ervas Sagradas | André Cunha, Mizinho e Léo Zeus | Renan Ludwig                                    | PH, Arlindinho, Lucas Donato, Rafael Tubino, Jacson do Cavaco e Jad Romão                                                      | Duda                 |               |
| 2026                                                                 |             | Especial | Joga a Rede, Pescador, nas Águas Santas de Catarina                                                                                              | Cahê Rodrigues                  | Renan Ludwig                                    | |                      |               |